# Timmenrode
Timmenrode là một đô thị thuộc huyện Harz, bang Sachsen-Anhalt, Đức. Đô thị Timmenrode có diện tích 6,28 km², dân số thời điểm ngày 31 tháng 12 năm 2006 là 1068 người.